# Pygopleurus banghaasi
Pygopleurus banghaasi är en skalbaggsart som beskrevs av Edmund Reitter 1895. Pygopleurus banghaasi ingår i släktet Pygopleurus och familjen Glaphyridae. Inga underarter finns listade i Catalogue of Life.